# Janusz Cichoń
Janusz Władysław Cichoń (ur. 7 stycznia 1957 w Bytomiu) – polski polityk, ekonomista, samorządowiec i nauczyciel akademicki, w latach 1998–2001 prezydent Olsztyna, poseł na Sejm VI, VII, VIII, IX i X kadencji, w latach 2013–2015 sekretarz stanu w Ministerstwie Finansów.

## Życiorys
Jest synem Władysława i Eugenii. W 1981 ukończył studia magisterskie z zakresu ekonomiki rolnictwa na Wydziale Rolniczym Akademii Rolniczo-Technicznej w Olsztynie. W 1990 uzyskał stopień doktora nauk ekonomicznych w Szkole Głównej Handlowej w Warszawie na podstawie pracy pt. Wyludnianie się obszarów wiejskich a rozwój rolnictwa indywidualnego na przykładzie obszarów przygranicznych woj. białostockiego w latach 1978–1987.
Od 1981 do 1984 pracował jako główny specjalista w Państwowym Gospodarstwie Rolnym w Wydminach. W 1985 rozpoczął pracę na Wydziale Nauk Ekonomicznych obecnego Uniwersytetu Warmińsko-Mazurskiego w Olsztynie. Brał udział jako wykładowca w programach MPA (prowadzonym wspólnie z University of Minnesota) oraz MBA (prowadzonym wspólnie z New Brunswick University). Prowadzi również wykłady w Wyższej Szkole Informatyki i Ekonomii TWP w Olsztynie. Jest autorem oraz współautorem około 50 artykułów i opracowań naukowych dotyczących m.in. demografii oraz rozwoju lokalnego i regionalnego. Objął funkcję prezesa Polskiego Towarzystwa Ekonomicznego w Olsztynie. Prywatnie zajął się również pszczelarstwem.
Od 1994 do 2002 był radnym Olsztyna. W latach 1996–1998 pełnił funkcję wiceprezydenta tego miasta, następnie do 2001 był prezydentem Olsztyna. W 1997 i 2001 bez powodzenia kandydował do Sejmu z listy Unii Wolności. Od 2002 do 2006 był członkiem zarządu województwa warmińsko-mazurskiego. Należał do UW i następnie do Partii Demokratycznej. W 2006 dołączył do Platformy Obywatelskiej, z listy której w tym samym roku został radnym sejmiku warmińsko-mazurskiego.
W wyborach parlamentarnych w 2007 z ramienia PO uzyskał mandat poselski, otrzymując w okręgu olsztyńskim 9521 głosów. W 2010 był kandydatem PO na urząd prezydenta Olsztyna, w wyborach zajął trzecie miejsce z wynikiem 13,39% poparcia. W wyborach do Sejmu w 2011 z powodzeniem ubiegał się o reelekcję, dostał 13 902 głosy. W styczniu 2013 został powołany na stanowisko sekretarza stanu w Ministerstwie Finansów. Od lutego do czerwca 2013 był przewodniczącym Komisji Nadzoru Audytowego.
W 2015 został ponownie wybrany do Sejmu, otrzymując 17 864 głosów. W listopadzie 2015 zakończył urzędowanie na stanowisku wiceministra finansów. W 2019 został liderem listy Koalicji Obywatelskiej w wyborach do Sejmu w okręgu olsztyńskim. W głosowaniu z października tegoż roku uzyskał poselską reelekcję, otrzymując 26 402 głosy. W wyborach w 2023 po raz piąty z rzędu uzyskał mandat poselski (z wynikiem 32 356 głosów). W Sejmie X kadencji został przewodniczącym Komisji Finansów Publicznych.

## Wyniki w wyborach ogólnopolskich
| Wybory | Komitet wyborczy   | Komitet wyborczy      | Organ             | Okręg            | Wynik          |
| ------ | ------------------ | --------------------- | ----------------- | ---------------- | -------------- |
| 1997   |                    | Unia Wolności         | Sejm III kadencji | nr 29            | 2676 (1,19%)   |
| 2001   | Sejm IV kadencji   | Unia Wolności         | nr 35             | 1399 (0,61%)     |                |
| 2007   |                    | Platforma Obywatelska | nr 35             | Sejm VI kadencji | 9521 (3,18%)   |
| 2011   | Sejm VII kadencji  | Platforma Obywatelska | nr 35             | 13 902 (5,35%)   |                |
| 2015   | Sejm VIII kadencji | Platforma Obywatelska | nr 35             | 17 864 (6,71%)   |                |
| 2019   |                    | Koalicja Obywatelska  | nr 35             | Sejm IX kadencji | 26 402 (7,96%) |
| 2023   | Sejm X kadencji    | Koalicja Obywatelska  | nr 35             | 32 356 (8,27%)   |                |

## Odznaczenia
W 2015 został odznaczony Odznaką Honorową za Zasługi dla Samorządu Terytorialnego.